# 栗树彝族傣族乡
栗树彝族傣族乡是中华人民共和国云南省临沧市云县下辖的一个民族乡。

## 行政区划
栗树彝族傣族乡下辖以下村级行政区划单位：
栗树村、大田山村、忙蚌村、满富山村、丙必利村、把等村、大村、沙坝村、慢干村、大平掌村、养马村、慢郎村、小帮赶村、岩子头村、崎岖笼村和白水村。